# Klebsormidiophyceae
Klebsormidiophyceae, razred parožina u diviziji Charophyta. Do 2024. godine pripadao mu je samo 1 red, Klebsormidiales', 
a on da su u njega uklopljena još 2 nova reda s ukupno 5 vrsta; ukupno 54 vrste u 3 reda.

## Opis
Nerazgranati filamenti, tipično s jednim pirenoidom za skladištenje škrobnih rezervi i jednim ili dva kloroplasta na unutarnjoj strani svake stanice. Dioba stanica stvaranjem brazde za cijepanje, ali očito se ne formiraju niti fragmoplast niti stanična ploča. Nema fragmoplasta. Razmnožavanje nespolnom fragmentacijom, u kojoj se nit lomi na dijelove, od kojih se svaki razvija u novu nit. Spolno razmnožavanje nepoznato.

## Redovi
1. Entransiales Bierenbroodspot & al. 2
  1. Entransiaceae Bierenbroodspot & al. 2
    1. Entransia E.O.Hughes 2
2. Hormidiellales Bierenbroodspot & al. 3
  1. Hormidiellaceae Bierenbroodspot & al. 3
    1. Hormidiella M.O.P.Iyengar & Kanthamma 3
3. Klebsormidiales K.D.Stewart & K.R.Mattox 49
  1. Elakatotrichaceae Hindák	18
    1. Elakatothrix Wille 18

  2. Klebsormidiaceae K.D.Stewart & K.R.Mattox 31
    1. Interfilum Chodat 3
    2. Klebsormidium P.C.Silva, Mattox & W.H.Blackwell 25
    3. Streptofilum Mikhailyuk & Lukešová 1
    4. Streptosarcina Mikhailyuk & Lukešová 2